# Pierre-Yves Michel
Pierre-Yves Michel (ur. 17 lutego 1960 w Roanne) – francuski duchowny katolicki, biskup Valence w latach 2014–2023, biskup Nancy od 2023.

## Życiorys

### Prezbiterat
Święcenia kapłańskie otrzymał 30 czerwca 1991 z rąk kardynała Alberta Decourtraya i został inkardynowany do archidiecezji Lyon. Był m.in. delegatem i wikariuszem biskupim ds. katechezy, sekretarzem rady biskupiej oraz wikariuszem generalnym archidiecezji.

### Episkopat
4 kwietnia 2014 papież Franciszek mianował go biskupem ordynariuszem diecezji Valence. Sakry biskupiej udzielił mu 29 maja 2014 ówczesny metropolita Lyonu – kardynał Philippe Barbarin.
6 kwietnia 2023 otrzymał nominację na biskupa Nancy.
18 maja 2023 odbył ingres do katedry diecezjalnej.